# Hengameh Golestan
Hengameh Golestan est une photographe engagée iranienne née en 1952 à Téhéran. 
Elle est considérée une photographes pionnière d'Iran, et est aujourd'hui particulièrement connue pour ses clichés de la Révolution iranienne.

## Biographie
Née en 1952 à Téhéran en Iran, c'est là qu'elle a commencé à pratiquer la photographie, dès l'âge de 18 ans. À cette époque, les femmes photographes étaient peu nombreuses en Iran. La photographie n’était pas perçue comme une véritable profession, et même considérée comme une chose « étrange » à faire pour les femmes. 
Hengameh Golestan a majoritairement été formée par son rôle d'assistante de son mari photojournaliste, Kaveh Golestan, avec qui elle s'est mariée en 1975.  
Elle a également étudié la photographie au London College of Printing en 1988. Dès 1970, elle a commencé à photographier la vie quotidienne domestique à Téhéran, prenant comme sujets principaux les femmes et les enfants, car ils incarnaient les catégories les moins visibles de la société. 
En 1979, alors qu'elle a 27 ans, la Révolution iranienne se déclenche, et son œuvre s'axe vers une photographie documentaire de ces mouvements sociaux. 
Ses photographies des événements de 1979 sont principalement centrées autour des réactions féminines. Le 8 mars 1979, à l'occasion de la Journée internationale des droits des femmes et à la suite de la décision du nouveau gouvernement islamique rendant le hijab obligatoire, elle documente la protestation des plus de cent mille femmes rassemblées à Téhéran. 

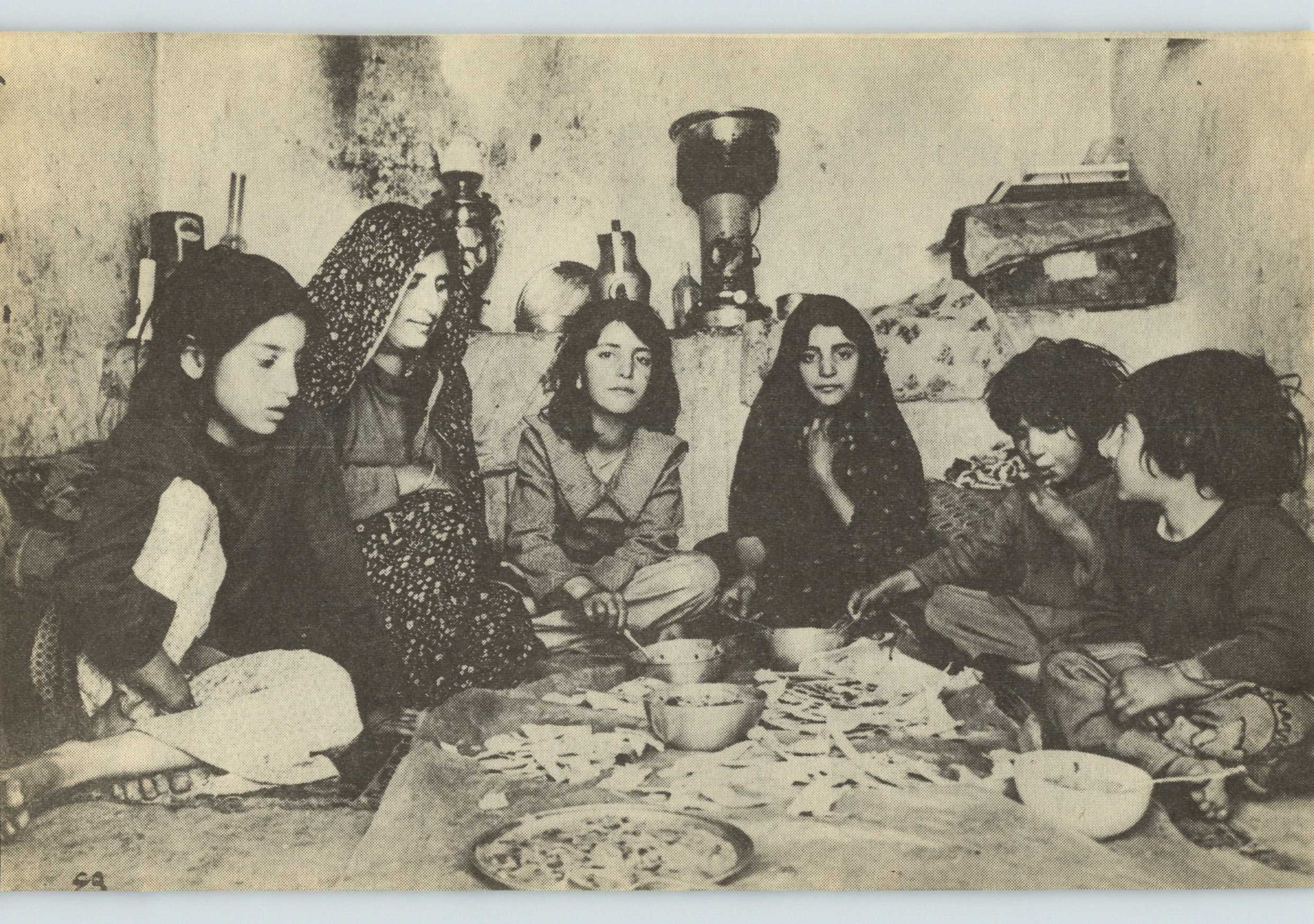
Femmes à la maison par Hengameh Golestan

Elle photographie des groupes de femmes de toutes les professions et classes sociales,, défilant dans les rues de Téhéran, tête nue dans la rue, le poing levé. C'est de cette période que date sa collection « Witness 1979 », emblématique de son œuvre. Elle qualifie d'ailleurs cette période révolutionnaire comme « le meilleur moment de ma vie ».
N’ayant pas été autorisée à se rendre sur les lignes de front de la guerre Iran-Irak dans les années 1980, elle s’est tournée vers la documentation de la vie de village au Kurdistan et dans d’autres zones rurales. 
En 1984, elle a déménagé à Londres, où elle a vécu pendant une vingtaine d'années près de la galerie The Showroom, près de l’Edgware Road, avec son mari et son fils, Mehrak Golestan. Hengameh Golestan a commencé à exposer ses œuvres photographiques à l’échelle internationale en 1995. Aujourd'hui, elle a été exposée en Iran, en Allemagne, en Turquie, en France, au Royaume-Uni et en Syrie. Hengameh Golestan est considérée une photographes pionnière d'Iran,,

## Expositions
Liste non exhaustive
- France : Paris Photo 2013[8]
- Angleterre : « Hengameh Golestan: Witness 1979 », The Showroom, 4-27 septembre 2015, Londres[8],[11]